# Kadokawa Games
Kadokawa Games (角川ゲームス?) se formó el 1 de abril de 2009 como una filial de Kadokawa Group, una empresa editorial de impresión y está encabezada por el ex-CEO de Tecmo Yoshimi Yasuda. Trabajando en colaboración con Kadokawa Shoten, Enterbrain y ASCII Media Works, se desarrollan y liberan una variedad de videojuegos sobre todo en dispositivos de mano incluyendo la PSP, Nintendo DS y 3DS. En el mes de mayo de 2011, los próximos títulos incluyen: Rodea el soldado del cielo (Wii/3DS), un juego de vuelo/acción de Yuji Naka, y FISH ON, un juego de pesca bajo 3D para la 3DS. La compañía también servirá como el editor japonés del próximo título de Grasshopper Manufacture Lollipop Chainsaw, que se publica en Norteamérica por WB Games.

## Videojuegos

### Desarrollados
- Odekake! Earth Seeker[3]
- Earth Seeker
- Metal Max 2 Reloaded
- Demon Gaze
- Metal Max 4: Moonlight Diva
- High School DxD
- Golden Time: Vivid Memories
- Natural Doctrine
- Durarara!! Relay
- Rodea the Sky Soldier
- Prince of Stride
- Monster Musume: Everyday Life with Monster Girls Online
- Kan Colle Kai (working title)
- God Wars: Toki wo Koete
- Root Letter[3][4]

### Publicados
- FISH ON[3]
- Fate/hollow ataraxia
- Dengeki Gakuen RPG: Cross of Venus
- Amagami
- RPG Tkool DS
- Students of the Round
- Metal Max 3
- Durarara!! 3-way Standoff
- Eiyuu Densetsu: Zero no Kiseki
- Koi to Senkyo to Chocolate
- Labyrinth Cross Blood
- Toaru Majutsu no Index
- SoniComi
- Ro-Kyu-Bu!
- RPG Maker VX Ace
- PhotoKano
- Lollipop Chainsaw
- AKB48+Me
- Demon Gaze
- Kyoukaisen no Horizon Portable
- Kantai Collection
- Ro-Kyu-Bu! Himitsu no Otoshimono
- Killer is Dead
- High School DxD
- Ro-Kyu-Bu! Naisho no Shutter Chance
- Natural Doctrine
- Stranger of Sword City
- Love Live! School Idol Paradise
- Durarara!! Relay
- Rodea the Sky Soldier
- Prince of Stride
- Darius Burst: Chronicle Saviours
- Kan Colle Kai (working title)
- Demon Gaze II
- God Wars: Toki wo Koete
- Root Letter[3][4]